# Xã Inland, Michigan
Xã Inland (tiếng Anh: Inland Township) là một xã thuộc quận Benzie, tiểu bang Michigan, Hoa Kỳ. Năm 2010, dân số của xã này là 2.070 người.